# 마르케역 (토리노 지하철)
마르케역 (Marche)은 토리노 지하철의 역이다. 에리트레아 로와 마르케 가 사이의 교차로 부근 지점인 프란치아 가에 자리잡고 있다. 2006년 토리노 지하철 노선 1차 구간 역 중 하나로 문을 열었다.
역내 승강장에는 우고 네스폴로가 제작한 데칼코마니 작품이 전시되어 있다.

## 시설
- 449대 규모의 주차장
- 매표기
- 장애인 접근시설
- 엘레베이터
- 에스컬레이터
- CCTV 감시카메라